# Potentillinae
Potentillinae (лат.)  — подтриба цветковых растений из трибы Potentilleae подсемейства розановых (Rosoideae) семейства розовые (Rosaceae). 
Включает около 9 родов, один из которых Лапчатка (Potentilla), от латинского названия которой произошло номенклатурное наименование данной подтрибы. 

## Описание
Большинство родов трибы эндемичны для Северной Америки и отличаются обычно довольно узкими, небольшими лепестками и исключительно перистыми листьями, часто с 4—15 парами глубоко надрезанных и мутовчатых листочков.
Чешский ботаник Иржи Сояк исследуя строение пыльников цветков из трибы Potentilleae установил, что представители подтрибы Potentillinae имеют пыльники с двумя половинками (теками), окружённые швом, незамкнутым в верхней части и у основания пыльника, а виды подтрибы Fragariinae обладают пыльниками с одной текой, окружённой швом, незамкнутым лишь в основании пыльника. Этот морфологический признак лёг в основу деления трибы на две подтрибы, подтверждая тем самым данные молекулярно-филогенетических исследований.

## Таксономия
Potentillinae J.Presl, Wsobecny Rostlinopsis 1: 491. 1846.

## Систематика
В 2007 году в работе, посвященной филогении и квалификации семейства Rosaceae, было показано, что триба Potentilleae Sweet состоит из двух группировок: из подтрибы Fragariinae Torr. et A.Gray с примерно десятком родов и собственно подтрибы Potentillinae J.Presl. 
В составе последней числятся роды:
- Potentilla L. — Лапчатка
- Argentina Hill,
- Comarella Rydb.,
- Duchesnea Sm. — Дюшенея,
- Horkelia Cham. et D.F.K.Schltdl.,
- Horkeliella (Rydb.) Rydb.,
- Ivesia Torr. et A.Gray,
- Purpusia Brandegee,
- Stellariopsis (Baill.) Rydb.